# Jorres Risse
Jorres Risse (* 27. Januar 1976 in Ost-Berlin) ist ein deutscher Schauspieler. Einem breiten Fernsehpublikum wurde er durch die erste deutsche Telenovela Bianca – Wege zum Glück und die Actionserie GSG 9 – Ihr Einsatz ist ihr Leben bekannt.

## Leben
Jorres Risse wuchs als Sohn des Schauspielers und Regisseur Carl-Hermann Risse (1942–2022) in Ost-Berlin auf. Nach seinem Schulabschluss absolvierte er zunächst eine Ausbildung zum Koch. Erst danach entdeckte Risse seine Leidenschaft für die Schauspielerei. Von 2000 bis 2003 absolvierte er dann eine professionelle Schauspielausbildung an der Berliner Schule für Schauspiel und an der Hochschule für Schauspielkunst Ernst Busch in Berlin. Als Bühnendarsteller wirkte er an verschiedenen Theaterhäusern in mehreren Theaterstücken mit, wie beispielsweise 2003 unter seinem Vater in Eduardo De Filippos Die Kunst der Komödie am Brandenburger Theater und 2008 in Macbeth an der Berliner Volksbühne von Yana Ross und Frank Castorf.
Sein Filmdebüt gab Risse 1995 in einer kleineren Nebenrolle in Rudolf Steiners Spielfilm Einsteins Baby. Größerem Publikum wurde er im Jahr 2004 in der Rolle des „gefühlstrunkenen“ Gärtners Sven Heysenberg in der ersten deutschen Telenovela Bianca – Wege zum Glück mit Tanja Wedhorn in der Titelrolle bekannt. Weitere Bekanntheit erlangte er als Präzisionsschütze Frank Wernitz in der Sat.1-Actionserie GSG 9 – Ihr Einsatz ist ihr Leben, die von 2007 bis 2008 ausgestrahlt wurde.
Risse spielte daneben in mehreren Filmen, darunter in Til Schweigers 1½ Ritter – Auf der Suche nach der hinreißenden Herzelinde (2008), in der Science-Fiction-Komödie Iron Sky (2012), im Märchenfilm Von einem, der auszog, das Fürchten zu lernen (2014) und in der Kinderbuchverfilmung Alfons Zitterbacke – Das Chaos ist zurück (2019). Er übernahm zudem Gastrollen in unterschiedlichen Fernsehserien- und reihen, wie etwa Wilsberg, Ein starkes Team,  Letzte Spur Berlin, In aller Freundschaft, Inga Lindström und Tatort.
Mit seiner damaligen Frau Dorothea Malik erwarb Risse 2021 das Gutshaus Tentzerow in Hohenmocker und plante, dieses zu einem Koch- und Eventstudio auszubauen.
Risse lebt in Berlin und in Mecklenburg-Vorpommern. Neben seiner Muttersprache Deutsch spricht er auch Englisch und Russisch.

## Filmografie

### Filme
- 1995: Einsteins Baby (Regie: Rudolf Steiner)
- 2002: Hundsköpfe (Regie: Karsten Laske)
- 2003: Der Fremde im Spiegel
- 2007: House of Fear
- 2007: U-900
- 2008: 1½ Ritter – Auf der Suche nach der hinreißenden Herzelinde
- 2012: Iron Sky
- 2012: Oktober November
- 2012: Und Morgen leben wir wieder
- 2014: Wir waren Könige
- 2014: Von einem, der auszog, das Fürchten zu lernen
- 2019: Alfons Zitterbacke – Das Chaos ist zurück

### Fernsehserien- und reihen
- 2002: Der letzte Zeuge (Folge: Im Netz)
- 2004–2005: Bianca – Wege zum Glück (201 Folgen)
- 2005: Die Rosenheim-Cops (Folge: Die zerbrochene Feder)
- 2006: Wilsberg: Callgirls
- 2006: SOKO 5113 (Folge: Unter Wölfen)
- 2006: Was nicht passt, wird passend gemacht (Folge: Maijucken)
- 2007–2008: GSG 9 – Ihr Einsatz ist ihr Leben (25 Folgen)
- 2010: Ein starkes Team: Im Zwielicht
- 2010: Danni Lowinski (Folge: Klotz am Bein)
- 2010: Ein Fall für zwei (Folge: Leichen im Keller)
- 2012: Alarm für Cobra 11 – Die Autobahnpolizei (Folge: Die Gejagten)
- 2012: Klinik am Alex (Folge: Komm' näher)
- 2012: Letzte Spur Berlin (Folge: Verhängnis)
- 2012: Heiter bis tödlich: Fuchs und Gans (Folge: Der Papst kommt)
- 2012: Weißblaue Geschichten (2 Folgen)
- 2013: Die Chefin (Folge: Vertrauen)
- 2013: Heiter bis tödlich: Alles Klara (Folge: Der allerletzte Gast)
- 2013: Inga Lindström – Feuer unterm Dach
- 2014: SOKO Stuttgart (Folge: Harte Mädchen)
- 2014: Josephine Klick – Allein unter Cops (Folge: Feuerwehr)
- 2014: In aller Freundschaft (Folge: Außer Kontrolle)
- 2014: Tatort: Der sanfte Tod
- 2015: Hubert und Staller (Fernsehserie, Folge: Fit in den Tod)
- 2016: Ein Fall von Liebe (Fernsehserie, Folge: Vertrauen)
- 2017: Bettys Diagnose (Fernsehserie, Folge: Unter Strom)
- 2019: In aller Freundschaft (Fernsehserie, Folge: Sorgenvolle Tage)

### Webserien
- 2019: Eugen Spanck (funk)

## Theater (Auswahl)
- 2003: Eduardo De Filippo: Die Kunst der Komödie (diverse Rollen) – Regie: Carl-Hermann Risse (Brandenburger Theater)
- 2003: Lebensgefährlich (Don Alberto) – Regie: Christine Hofer (Brandenburger Theater)
- 2003: Euripides: Medea (älterer Sohn) – Regie: Christian Vilmar (bat-Studiotheater)
- 2004: Friedrich Hebbel: Gyges und sein Ring (Gyges) – Regie: Robert Schuster (bat-Studiotheater)
- 2005: Georg Büchner: Woyzeck (Tambourmajor) – Regie: Kai Tuchmann (bat-Studiotheater)
- 2007: Samuel Beckett: Endspiel (Clow) – Regie: Marc Wortel (bat-Studiotheater)
- 2008: Heiner Müller: Hamletmaschine – Regie: Frank Castorf (Berliner Volksbühne)
- 2008: William Shakespeare: Macbeth – Regie: Yana Ross, Frank Castorf (Berliner Volksbühne)
- 2009: Heiner Müller: Die Umsiedlerin (Treiber) – Regie: Erich Tunk (Berliner Volksbühne)
- 2009: Nelson Rodrigues: Der Mann mit dem goldenen Gebiss (Caveirinha / 1. Dame) – Regie: Lydia Bunk (Berliner Volksbühne)
- 2009: Amanullah Amanullah – Regie: Frank Castorf (Berliner Volksbühne)
- 2009: Aristophanes: Die Vögel (diverse Rollen) – Regie: Jérôme Savary (Berliner Volksbühne)
- 2013: Corallina oder die Beste aller Frauen (Barrichello) – Regie: Carl-Hermann Risse (Theater Rudolstadt)
- 2016: Poco und der letzte Deutsche – Regie: Marius Schötz (bat-Studiotheater)
- 2018: Madame Poverty – Regie: Marius Schötz (Berliner Volksbühne)